# Litavska Socijalistička Sovjetska Republika
 Ovo je glavno značenje pojma Litavska Socijalistička Sovjetska Republika. Za druga značenja pogledajte Litavska SSR.
Litavska Socijalistička Sovjetska Republika (rus. Litovskaя Sovetskaя Socialističeskaя Respublika; lit. Lietuvos Tarybų Socialistinė Respublika) bila je kratkotrajna sovjetska republika formirana 1918. godine. Postojala je do ujedinjenja s Bjeloruskom SSR 1919. u Litavsko-bjelorusku SSR, koja je osnovana iste godine.

## Povijest
Nakon što je Njemačka poražena u Prvom svjetskom ratu i potpisala primirje 11. studenoga 1918. godine, njene snage su se povukle s istočnih teritorija, koje su joj pripale Brest-litovskim mirom. Sovjetska Rusija je proglasila Brest-litovski mir ništavnim i ubrzo su snage Crvene armije upostavile vlast na upražnjenim područjima.
S ciljem da prošire svjetsku proletersku revoluciju, vojnici crvene armije su nastavili gibanje na zapad i do prosinca 1918. stigli u Litvu. Dana 8. prosinca, litavski komunisti su proglasili privremenu vladu na čelu s Vincasom Mickevičiusom-Kapsukasom, a 16. prosinca proglašena je Litavska SSR. Kapsukas se godinama borio protiv separatizma, litavske neovisnosti i domoljublja, pa zagovarao je ujedinjenje Litve s Sovjetskom Rusijom. Crvena armija je napredovala i 5. siječnja 1919. godine zauzela glavni grad Vilnius. Komunisti su do tada kontrolirali dvije trećine današnje Litve.
Između 8. i 15. veljače 1919., litavske i njemačke paravojske su zaustavile napredovanje Crvene armije. Do kraja veljače, Nijemci su pokrenuli ofenzivu u Litvi i sjevernoj Latviji. Kako bi osnažili odbranu, Sovjeti su odlučili da od Litavske SSR i Bjeloruske SSR formiraju jaču državnu zajednicu, Litvansko-bjelorusku SSR. Međutim, ovo se pokazalo bezuspješnim potezom zbog sve većeg nadiranja poljske vojske tijekom poljsko-sovjetskog rata. Sovjeti su ponovno 1920. godine pokušali da obnove sovjetsku državu u Litvi, ali su se nakon poraza kod Varšave povukli i priznali njenu neovisnost.